# Pedro Antonio Núñez
Pedro Antonio Núñez Mejía (sinh ngày 5 tháng 9 năm 1989 ở Hato Mayor del Rey) là một cầu thủ bóng đá người Cộng hòa Dominica thi đấu ở vị trí tiền đạo cho CA Pantoja ở Liga Dominicana de Fútbol.